# Мали Штупељ
Мали Штупељ (алб. Shtupeq i Vogël) је ненасељено место у општини Пећ, на Косову и Метохији. Према попису становништва из 2011. насеље више нема становника.

## Становништво
Према званичним пописима, Мали Штупељ је имао следећи број становника:
| Демографија | Демографија | Демографија |
| Година      | Становника  | Становника  |
| ----------- | ----------- | ----------- |
| 1948.       | 185         |             |
| 1953.       | 130         |             |
| 1961.       | 94          |             |
| 1971.       | 95          |             |
| 1981.       | 38          |             |
| 1991.       | 106         |             |
| 2011.       | 0           |             |